# Åsa-Nisse bland grevar och baroner
Åsa-Nisse bland grevar och baroner är en svensk komedifilm från 1961 i regi av Ragnar Frisk.
Filmen hade premiär 8 september 1961 på biografen Saga i Vetlanda och 26 december 1961 i Stockholm på biograferna Corso, Fågel Blå, Kaskad, Kaza, Lido, Lorry, Manhattan, Saba, Söderbio och Tärnan.

## Handling[2]
Åsa-Nisse har utsetts till skogvaktare av traktens greve. Samtidigt som greven är bortrest har dennes syster skaffat fram en kavaljer, greve Mannerstad till grevens dotter. Hon har redan en fästman som inte godkänns av fastern. Grevens dotter har träffat Mannerstad när de var mycket små, men eftersom han inte kan känna igen henne kommer hon på att hon kan byta plats med slottets husa. Hon övertalar även Nisse att agera greve (Klabbarparn får bli betjänt). Nisse instrueras att spela lite tokig för att skrämma kavaljeren på flykten.

## Om filmen
Klipp ur filmen ingår i kavalkadfilmen Sarons ros och gubbarna i Knohult från 1968. Slottets interiöer är inspelade på Hallwylska palatset i Stockholm.

## Rollista[4]
- John Elfström - Åsa-Nisse
- Artur Rolén - Klabbarparn
- Brita Öberg - Eulalia
- Mona Geijer-Falkner - Kristin
- Gustaf Lövås - Sjökvist
- Stig Grybe - greve Malcolm Mannerstad
- Helena Reuterblad - grevinnan Marianne Segerclou
- Elna Gistedt - grevinnan Viktoria Segerclou, Mariannes faster
- Torsten Lilliecrona - greve Patrik Segerclou
- Ittla Frodi - Elsa, husa på slottet
- Lennart Lindberg - Erik Hansson
- Birgitta Grönwald - Greta Fridman
- Gurli Bergström - Hulda, kokerska på slottet
- Sten Larsson - Svensson, greve Segerclous betjänt
- Carli Tornehave - sångaren
- Anita Lindohf - gäst vid middagen
- Rune Öfwerman - pianisten
- Svante Thuresson - trumslagaren

## Musik i filmen[5]
- Godnatt lilla du, kompositör Bjarne Hoyer, text Carli Tornehave, sång Carli Tornehave
- Som greve eller kung (Vem man än låtsas vara), kompositör Rune Öfwerman, text Ernst Wellton och Nils-Erik Nilsson, sång Carli Tornehave och John Elfström
- Light and Easy, kompositör Harry Rabinowitz, instrumental
- Jo-Burg Jump, kompositör Harry Rabinowitz, instrumental
- Made in Japan, kompositör Mischa Spoliansky, instrumental
- Novelty Parade, kompositör Iain Sutherland, instrumental
- Riverside Gardens, kompositör King Palmer, instrumental
- Summer Enchantment, kompositör Raymond Jones, instrumental
- Prelude to Destruction, kompositör Jack Shaindlin, instrumental
- Dance of the Fairy Children, kompositör Leighton Lucas, instrumental
- Daring Enterprise, kompositör John Hastings, instrumental